# 琉球角魴鮄
琉球角魴鮄又稱琉球棘角魚為輻鰭魚綱鮋形目角魚科的其中一種。

## 分布
分布日本琉球群島到南中國海 、印尼、澳洲西北部與阿拉弗拉海及印度洋。

## 深度
水深20至80公尺。

## 特徵
吻突為一大形的三角棘，內側平滑、外側粗糙。肩甲棘和後頸棘長而堅硬，體鱗很小，除頸部及胸部裸鱗外，其餘各部被圓鱗；體紅色，胸鰭內側有灰暗斑塊。體長約20公分。

## 生態
本魚為底棲性魚類，常棲息於珊瑚礁邊，以多毛類、端腳類及小魚為食。

## 經濟利用
常充作下雜魚或飼料。